# Sistema Protector de Distribución
Un sistema protector de distribución (SPD), también llamado sistema de distribución protegido, es un cable o fibra óptica del sistema de telecomunicaciones que incluye las terminales y las debidas protecciones acústicas, eléctricas, electromagnéticas y físicas para permitir su uso para la transmisión de información clasificada sin encriptar 
Un sistema protector de distribución completo incluye el suscriptor, equipo de terminal y las líneas de interconexión. Sinónimo obsoleto - "circuito de aprobación". 
El propósito de un SPD es disuadir, detectar y / o dificultar el acceso físico a las líneas de comunicación que transportan información de seguridad nacional. Las guías de aprobación, las normas y orientación para el diseño, instalación y mantenimiento de los SPD son proporcionados por NSTISSI 7003 a los departamentos y agencias del gobierno de los EE. UU. Esta instrucción describe los requisitos para todas las instalaciones de SPD dentro de los EE. UU. y para las ubicaciones de amenaza baja y media fuera de los EE. UU. SPD se utiliza comúnmente para proteger las redes y SIPRNet JWICS.
Hay dos tipos de SPD: Sistemas de Distribución endurecidas y sistemas sencillos de distribución. 

## Sistemas de Distribución Endurecidas SPD
El sistema de Distribución Endurecido proporciona protección física importante y puede ser implementado en tres formas: carrier endurecido SPD, carrier alarmado SPD y carrier continuamente vigilado SPD.

### Carrier Endurecido SPD
En un carrier endurecido PDS, los cables de datos están instalados en un vehículo construido con tubos metálicos eléctricos (TME) de hierro, o conductos de chapa de acero estriado. Todas las conexiones en un sistema de carrier endurecido están permanentemente selladas alrededor de todas las superficies con soldaduras, epoxi u otros sellantes parecidos. Si el carrier endurecido está enterrado bajo tierra, para vigilar los cables entre dos edificios, por ejemplo, el carrier que contiene los cables está encerrado en concreto. 
Con un sistema de carrier endurecido, la detección se lleva a cabo a través de inspecciones humanas que se requieren llevar a cabo periódicamente. Por lo tanto, los carriers endurecidos se instalan debajo de techos o pisos de arriba para que puedan ser inspeccionadas visualmente para asegurarse de que no se han producido intrusiones. Estas inspecciones periódicas visuales ocurren con una frecuencia dependiente del nivel de amenaza del medio, la clasificación de seguridad de los datos y el control de acceso a la zona. 

### Carrier Alarmado SPD
Como alternativa a la realización de inspecciones visuales humanas, un Carrier Alarmado SPD se puede construir para automatizar el proceso de inspección a través del monitoreo electrónico con un sistema de alarma. En un carrier Alarmado SPD, el sistema de carrier está "alarmado" por las fibras ópticas especializadas desplegadas dentro del conducto, con el fin de detectar las vibraciones acústicas que normalmente se producen cuando una intrusión se está llevando a cabo en el conducto con el fin de tener acceso a los cables.
Los carriers alarmados SPD ofrecen varias ventajas sobre el carrier endurecido SPD:
1. Proporciona un monitoreo continuo 24/7/365
2. Elimina la necesidad de inspecciones visuales periódicas
3. Permite al carrier ser ocultado encima del techo o por debajo del suelo, ya que no es necesaria una inspección visual
4. Elimina la necesidad de la soldadura y el epoxying de las conexiones
5. Elimina la necesidad de revestimientos de hormigón al aire libre 
6. Elimina la necesidad de bloquear tapas de alcantarilla
7. Permite la rápida redistribución para generar acuerdos en la red
Los sistemas más avanzados monitorean las fibras dentro de los cables, protegiendo a su vez los cables con los sensores, que detectan los intentos de intrusión.
Dependiendo de la organización del gobierno, utilizar un carrier alarmado SPD junto con cables blindados entrelazados, en algunos casos, permite la eliminación de los sistemas de carrier en conjunto. En estos casos, los cables que están siendo protegidos puede ser instalados en medios de transporte existentes (canasta de alambre, portaescaleras) o en cableado suspendido (D-rings, J-Hooks, etc.)

### Carrier Continuamente Vigilado SPD
Un carrier continuamente vigilado SPD es el que está bajo observación continua, 24 horas al día (incluyendo cuando esta operativo). Tales circuitos pueden ser agrupados juntos, pero deben ser separado de todos los circuitos no vigilados continuamente para asegurar un campo libre para ver. Las órdenes permanentes deben incluir los requerimientos para investigar cualquier intento de perturbar el PDS. Personal de seguridad apropiados debe de investigar la zona de intentó de penetración a los 15 minutos de ser descubierta. Este tipo de carrier endurecido no se utiliza para información Top Secret 

## Distribución Simple SPD
Las distribuciones simples SPD gozan de una reducción del nivel de seguridad física, en comparación con una distribución endurecida PDS. Estas usan un sistema de carrier Simple (SCS) y los siguientes medios son aceptables bajo NSTISSI 7003: 
1. Los cables de datos se deben instalar en un vehículo
2. El carrier puede ser de cualquier material (por ejemplo, madera, PVT, EMT, conductores ferrosos)
3. Las articulaciones y puntos de acceso deben ser asegurados y controlados por personal autorizado al más alto nivel de los datos manejados por el PDS
4. El carrier ha de ser inspeccionado de acuerdo con los requisitos de NSTISSI 7003